# Farkasölő sisakvirág
A farkasölő sisakvirág (Aconitum vulparia) a boglárkafélék családjába tartozó, Európában honos, bükkösökben, sziklaerdőkben élő, mérgező növény. Egyes rendszerezők az északi sisakvirág (A. lycoctonum) alfajának tekintik.

## Elterjedése és életmódja
Közép-európai faj. Magyarországi elterjedése: Cserehát, Aggteleki-karszt, Ózdi-dombvidék, Mátra, Börzsöny, Naszály, Visegrádi-hegység, Budai-hegység, Pilis, Gerecse, Vértes, Bakony, Keszthelyi-fennsík, Villányi-hegység, Balfi-dombvidék, Kőszegi-hegység, Vasi-dombvidék, Vend-vidék, Göcsej, Zalai-dombság, Belső-Somogy, Zselic, Külső-Somogy, Geresdi-dombvidék, Szekszárdi-dombvidék, Tolnai-hegyhát, Völgység.
Bükkösök, gyertyános-tölgyesek, szurdok- és sziklaerdők, törmeléklejtőerdők, néha karszterdők növénye. Jellegzetes szivárgó vizű oldalakban és nyirkos völgyaljakban. Alapkőzetre közömbös
Magyarországon 1993 óta védett, természetvédelmi értéke 5000 Ft.

## Megjelenése
A farkasölő sisakvirág 40–150 cm magas, évelő, lágyszárú növény. A többi hazai sisakvirágtól eltérően nem gumója, hanem gyöktörzse van. Levelei tenyeresen 5–7 osztatúak, átmérőjük 7–15 cm, a csúcs felé egyre kisebbek. A levélszeletek széles ék vagy rombusz alakúak, hármasak, a cimpák további 2–3 kihegyezett vagy tompa fogúak. A tőlevelek és az alsó szárlevelek nyele hosszú. 
Június-augusztusban virágzik. Virágzata a szár csúcsán található, ívesen felálló, laza fürt, amely általában elágazó. A virágok zigomorfak. Csészelevelei nagyok, sziromszerűek, halvány zöldessárgák, sisak formájúan összeborulnak. A sisak 2–3-szor magasabb, mint amilyen széles. Két sziromlevele a csúcsán csavarodott sarkantyús nektáriummá módosult és magasan felnyúlik a sisakban. 
Termései tüszők.

### Hasonló fajok
Hasonlít hozzá a szintén sárga virágú méregölő sisakvirág, melynek sisakja ugyanolyan magas, mint amilyen széles, levelei pedig szálasan szeldeltek. 

## Toxicitása
Erősen mérgező. Levelei virágai és gyöktörzse elsősorban akonitin A és C alkaloidát tartalmaznak, amelyek a nátriumcsatornák blokkolásával megbénítják az ideg- és izomsejtek működését. Kisebb mennyiségben megtalálható benne napellin, akonin, pszeudoakonitin, atisin, likakonitin, mioktonin, jesakonitin és japakonitin is. A gyöktörzs hatóanyagtartalma 0,2-1,5%, a leveleké 0,1-1%. 
A mérgezés tünetei: a száj zsibbadása, bizsergése, erős nyáladzás, hányás, hasmenés, kitágult pupillák, verejtékezés, izomgörcsök, általános gyengeség, rossz mozgáskoordináció, lecsökkent testhőmérséklet és vérnyomás. A növény íze égetően csípős így többnyire csak legelő állatok fogyasztanak belőle annyit, hogy súlyos tünetek lépjenek fel. Ilyenkor légzés- vagy szívbénulás következtében 6-8 órán belül beállhat a halál. A méreg bőrön keresztül is felszívódhat, ilyenkor az emésztőszervi tünetek elmaradnak, az érintett bőrfelületen bizsergés, zsibbadás tapasztalható, amely az idegek mentén továbbterjed és idővel fellépnek a szív- és idegrendszeri tünetek. 
Kezelni csak a tünetek enyhítésével lehet. A fogyasztás után egy órán belül aktív szenet lehet adni, amely megköti a méreganyagok egy részét. Az alkaloidák a szervezeten belül hamar lebomlanak, így egy nap után a beteg szinte biztosan felgyógyul.    

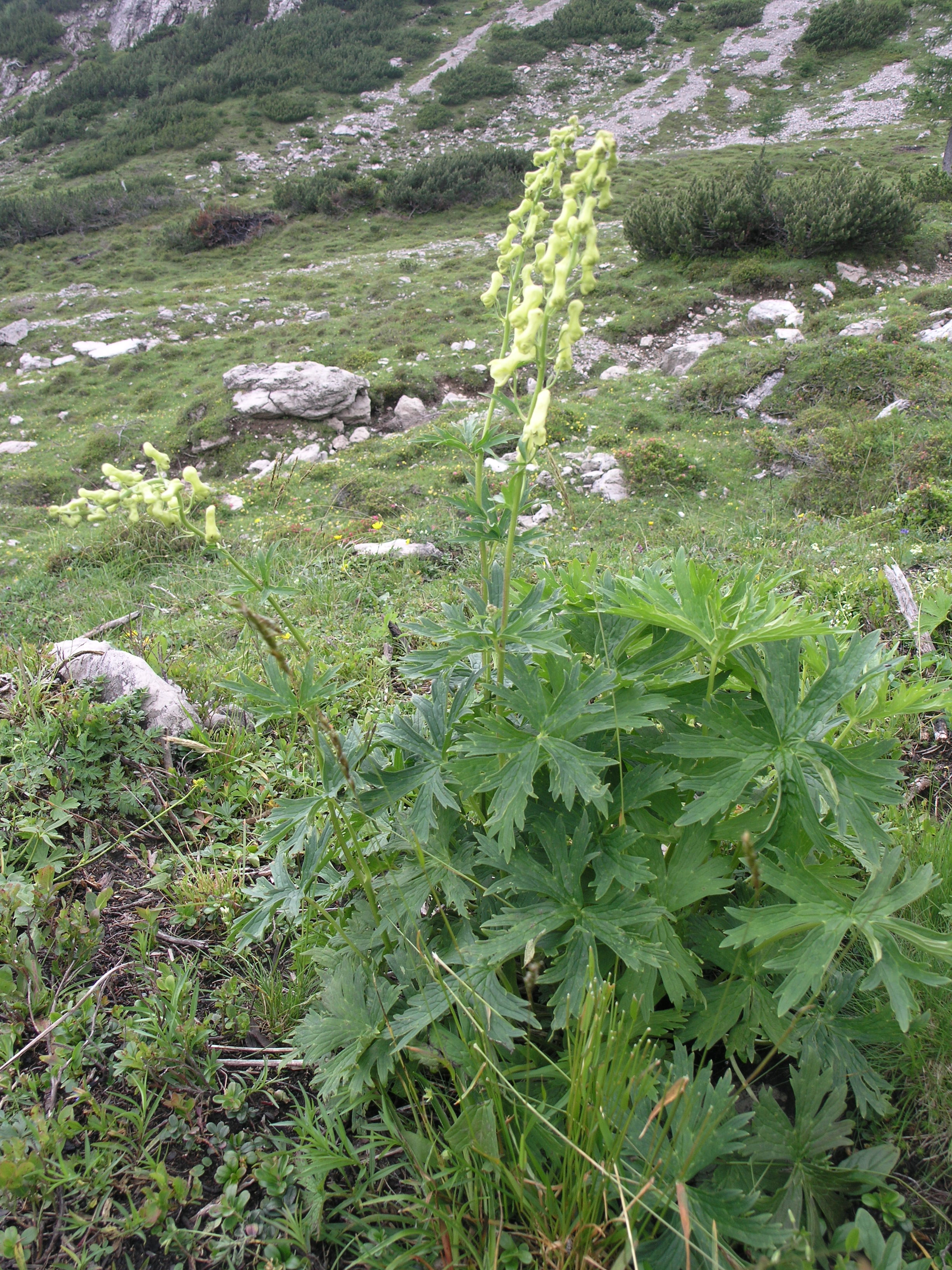
Habitusa
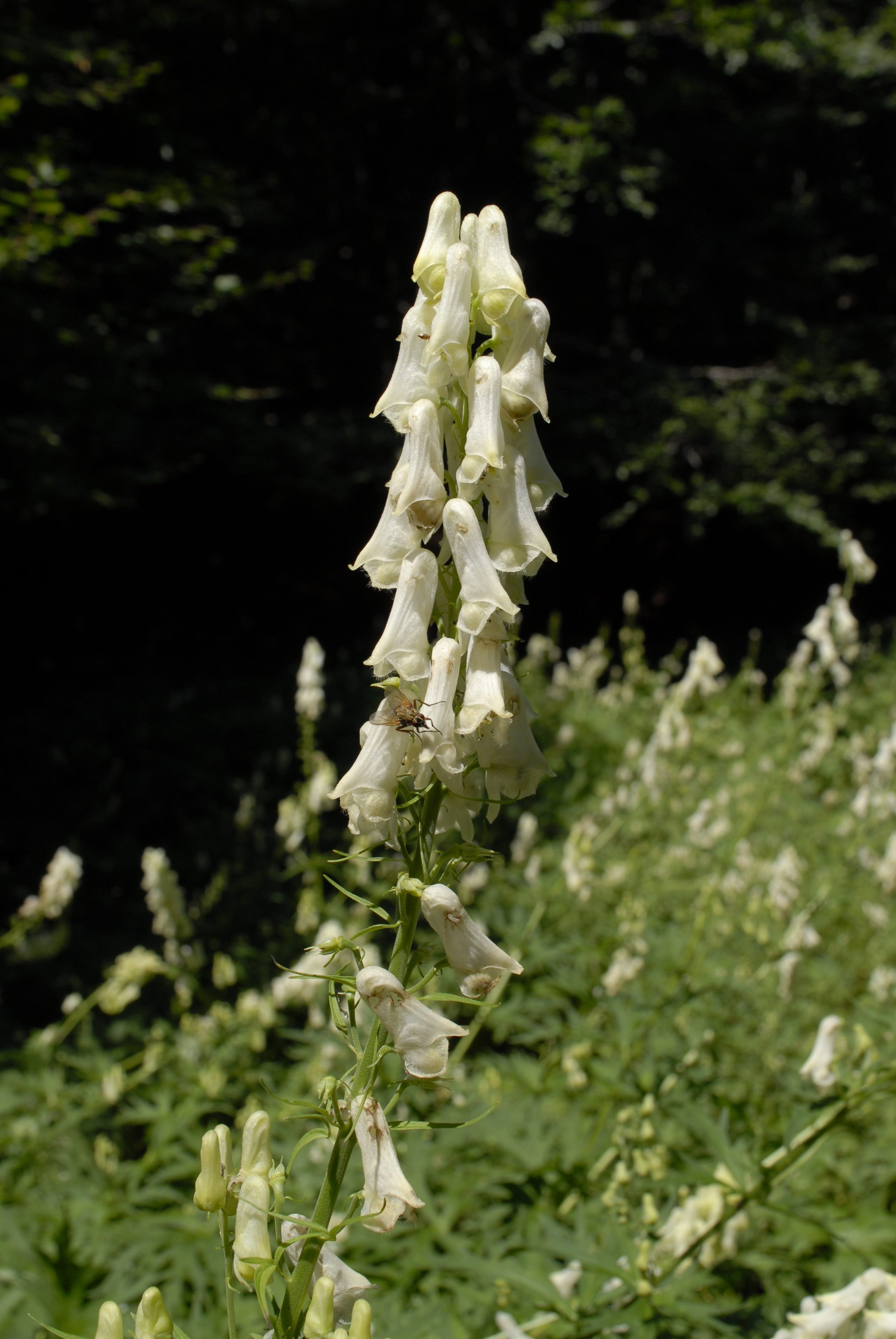
Virágzata
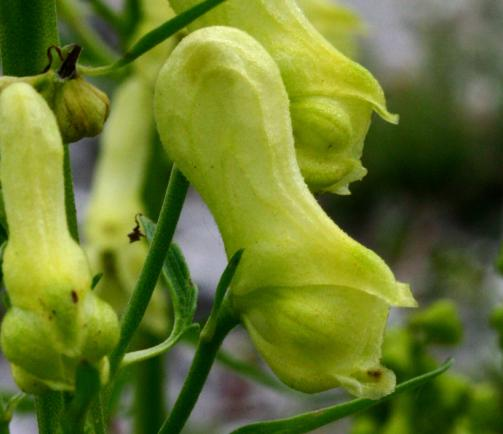
Virága
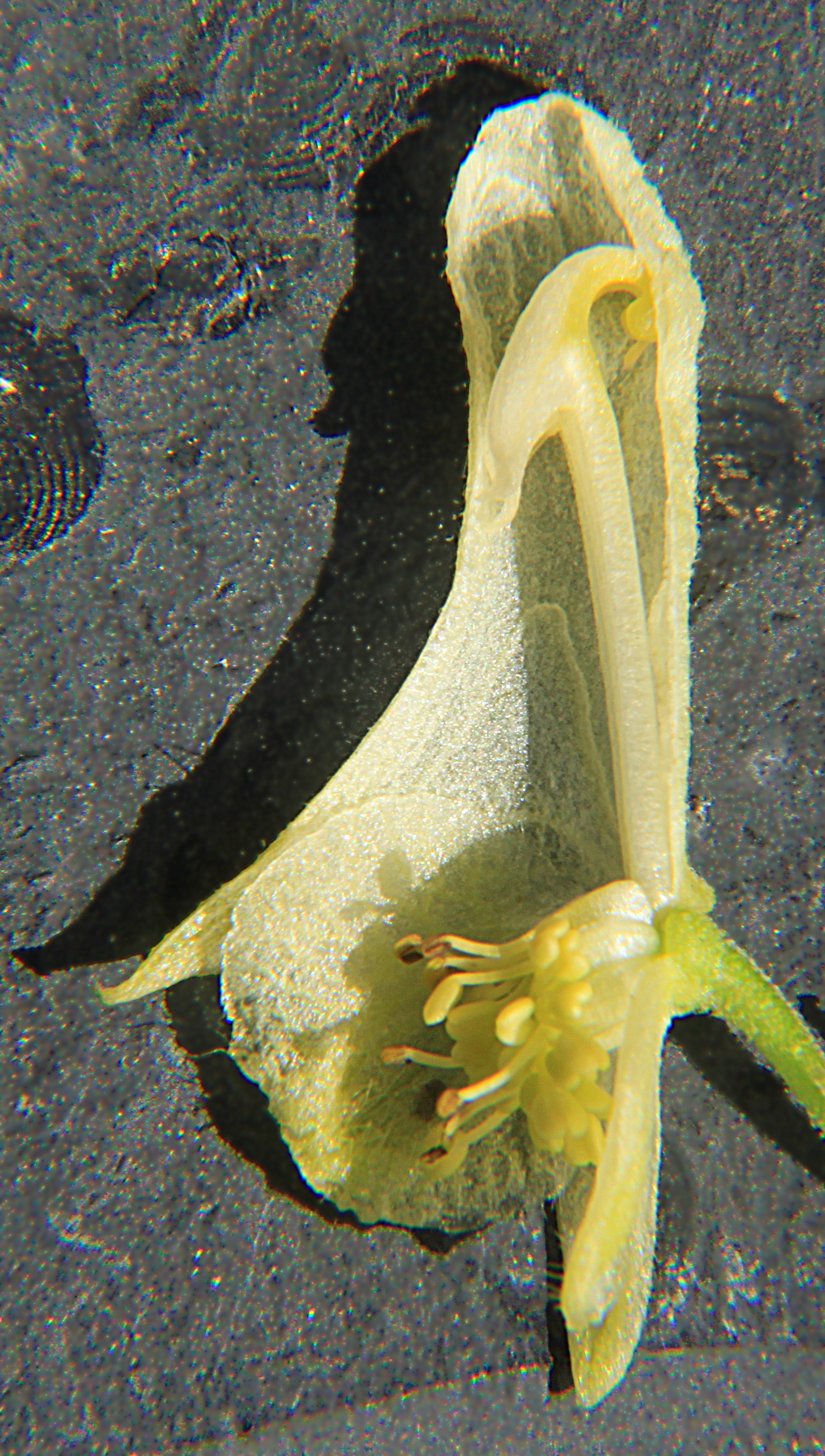
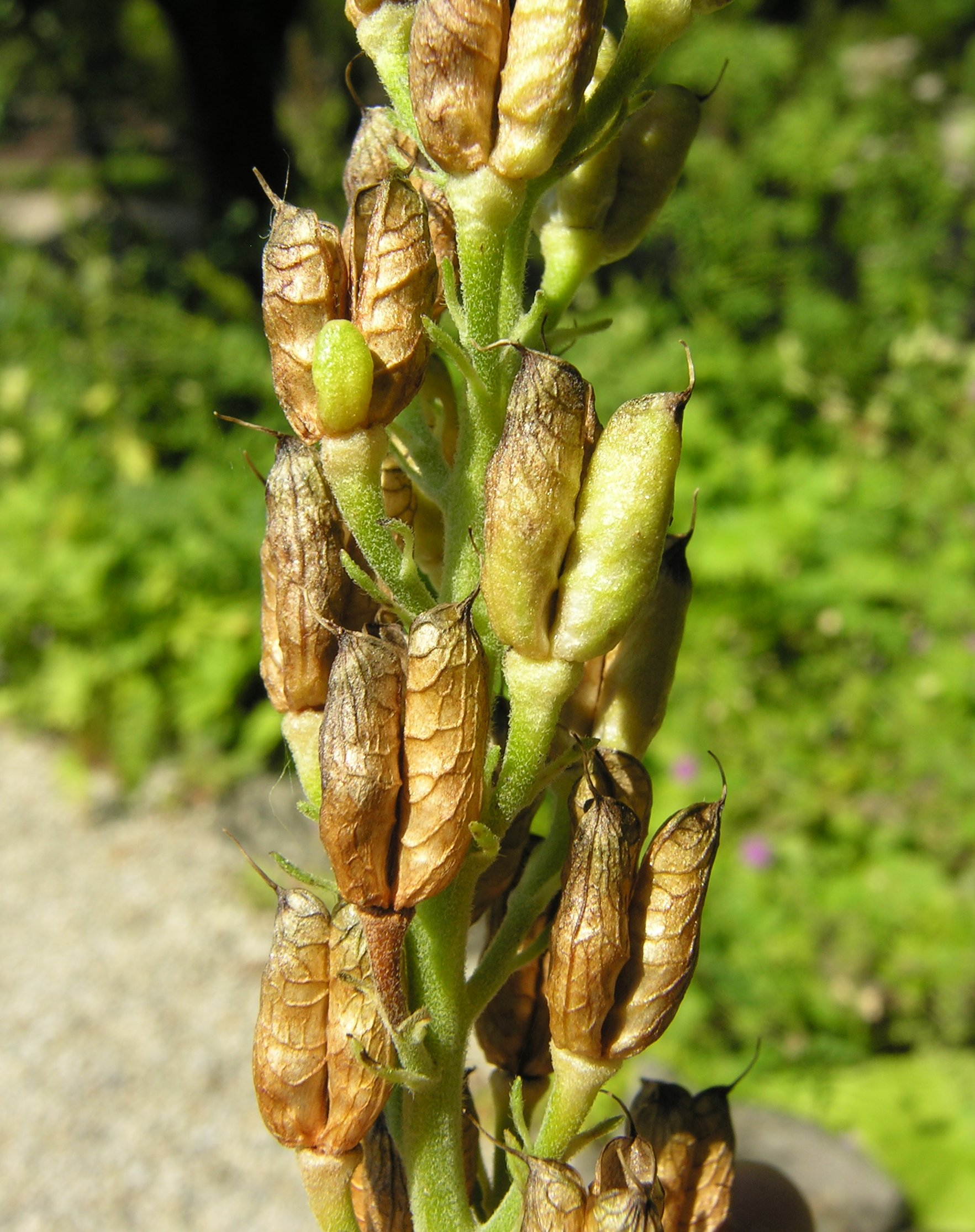
Termése